# Плулех
Плуле́х (брет. и фр. Ploulec'h [plulɛx]) — коммуна во Франции, находится в регионе Бретань. Департамент — Кот-д’Армор. Входит в состав кантона Ланьон. Округ коммуны — Ланьон.
Код INSEE коммуны — 22224.

## География
Коммуна расположена приблизительно в 430 км к западу от Парижа, в 155 км северо-западнее Ренна, в 60 км к северо-западу от Сен-Бриё.

## Население
Население коммуны на 2016 год составляло 1 662 человека.
| 1962 | 1968 | 1975 | 1982 | 1990 | 1999 | 2008 | 2016 |
| ---- | ---- | ---- | ---- | ---- | ---- | ---- | ---- |
| 677  | 673  | 853  | 1229 | 1404 | 1467 | 1649 | 1662 |

## Администрация
| Период | Период | Фамилия          | Партия                  | Примечания             |
| ------ | ------ | ---------------- | ----------------------- | ---------------------- |
| 1977   | 2001   | Жан Эван         |                         | учитель колледжа       |
| 2001   | 2008   | Жорж Александр   |                         |                        |
| 2008   | 2014   | Мишель Деваллан  | Социалистическая партия | ветеринарный инспектор |
| 2014   | 2018   | Жан-Мари Бургуэн | Разные левые            | пенсионер              |
| 2018   |        | Матьё Дюпюи      |                         | радиоведущий           |

## Экономика
В 2007 году среди 1064 человек в трудоспособном возрасте (15—64 лет) 744 были экономически активными, 320 — неактивными (показатель активности — 69,9 %, в 1999 году было 71,1 %). Из 744 активных работали 681 человек (345 мужчин и 336 женщин), безработных было 63 (34 мужчины и 29 женщин). Среди 320 неактивных 83 человека были учениками или студентами, 165 — пенсионерами, 72 были неактивными по другим причинам.

## Достопримечательности
- Церковь Сен-Догмаэль (XVII век). Исторический памятник с 1926 года[3]
- Замок Кернинон

## Фотогалерея
- Церковь Сен-Догмаэль
- Распятие у церкви
- Часовня Нотр-Дам
- Мэрия